# Erodium corsicum
Espèce
L'Érodium de Corse (Erodium corsicum) est une espèce de plantes de la famille des Géraniacées.

## Répartition
Cette espèce est endémique de Corse et de Sardaigne,.